# Акула крокодилова
Акула крокодилова (Pseudocarcharias kamoharai) — єдиний вид акул монотипного роду псевдопіщана акула родини псевдопіщані акули. Свою назву отримала за здатність клацати зубами (при витягуванні на берег) наче крокодил.

## Опис
Загальна довжина досягає 1-1,1 м та ваги у 4-6 кг. Голова маленька. Морда коротка, трохи загострена. Рот з великими щелепами. Зуби витягнуті та великі. У верхній щелепі, перші два великі зуби відокремлені від бічних зубів за допомогою ряду невеликих проміжних зубів. Всього 30 рядків зубів на кожній щелепі. Очі надзвичайно великі без мигальної мембрани. П'ять пар зябрових щілин довгі, розширюються на спинній поверхні. Тулуб сигароподібний. Ребра відносно невеликі. Печінка велика, містить значний відсоток жиру. Грудні плавці маленькі, широкі, округлі. Черевні плавці майже так само великі, як грудні. Хвостовий плавець має асиметричну форму з помірно довгою верхньою лопаттю.
Забарвлення спини темно-коричневе. Черево — світло-коричневого кольору, іноді з темними плямами з боків та на череві.

## Спосіб життя
Тримається глибин від 200 до 600 м. Мешканець мезопелагічної зони. Активна вночі. Живиться костистими рибами, креветками та кальмарами.
Статева зрілість настає у самців при 74-110 см, а самиць — 89-102 см. Це яйцеживородна акула. Самиця народжує до 4 акуленят завдовжки 40 см.
Не становить небезпеки для людини.

## Розповсюдження
Зустрічається в Тихому (від Австралії та Нової Зеландії до Японії; від Каліфорнії до Чилі, Гаваїв та островів Океанії), Індійському (від Мозамбіку до М'янми, Таїланду та Індонезії) та Атлантичному океані (від Кабо-Верде до ПАР; від Венесуели до Бразилії).